# Everon Espacia
Everon Eldery Espacia (nacido el 22 de febrero de 1984) es un futbolista internacional de Curazao y juega como defensa; su actual equipo es el S.V. Hubentut Fortuna de la primera división del fútbol de las Antillas Neerlandesas.

## Trayectoria
- S.V. Hubentut Fortuna  2008-presente